# Shawneetown
Shawneetown es una ciudad ubicada en el condado de Gallatin en el estado estadounidense de Illinois. En el Censo de 2010 tenía una población de 1239 habitantes y una densidad poblacional de 699,39 personas por km².

## Geografía
Shawneetown se encuentra ubicada en las coordenadas 37°43′1″N 88°11′11″O / 37.71694, -88.18639. Según la Oficina del Censo de los Estados Unidos, Shawneetown tiene una superficie total de 1.77 km², de la cual 1.75 km² corresponden a tierra firme y (1.32%) 0.02 km² es agua.

## Demografía
Según el censo de 2010, había 1239 personas residiendo en Shawneetown. La densidad de población era de 699,39 hab./km². De los 1239 habitantes, Shawneetown estaba compuesto por el 96.37% blancos, el 0.24% eran afroamericanos, el 0.24% eran amerindios, el 0.08% eran asiáticos, el 0% eran isleños del Pacífico, el 0.32% eran de otras razas y el 2.74% pertenecían a dos o más razas. Del total de la población el 2.5% eran hispanos o latinos de cualquier raza.